# John Bauer
John Albert Bauer (født 4. juni 1882, død 20. november 1918) var en svensk kunstmaler og illustrator.
Bauer voksede op i Jönköping i Sydsverige. Da han var 18 år, flyttede han til Stockholm og blev senere gift med Ester Ellqvist i 1906. Da Bauer var 36 år, døde han i et skibbrud med dampskibet S/S Per Brahe sammen med sin kone og sønnen Bengt.

## Billedgalleri
- Selvportræt (1908)
- Trollritten (1910)
- Sjökungens drottning (1911)
- Troldebillede (1912)
- Stackars lilla Basse! (1912)
- Nej, sicken liten puttefnasker! ropade trollet (1912)
- Broder Martin (1913)
- Prinsessan och trollen (1913)
- Skutt vid Tuvstarr (1913)
- God kväll, farbror! hälsade pojken (1915)
- Troll och Tuvstarr (1915)
- Freja (1917)